# Nordic Regional Airlines
Flybe Nordic er et regionalt flyselskab fra Finland. Selskabet er ejet af flyselskaberne Flybe og Finnair. Flybe Nordic har hub på Helsinki Lufthavn og hovedkontor på Seinäjoki Lufthavn ved byen Ilmajoki. Det blev etableret i 2011 efter et opkøb af Finncomm Airlines.
Selskabet fløj i maj 2012 passagerflyvninger til 35 destinationer, hvor af cirka halvdelen var i Finland. Flyflåden bestod af 16 fly med en gennemsnitsalder på 3.8 år. Heraf var der tre eksemplarer af ATR 42 og elleve ATR 72. De største fly i flåden var to eksemplarer af Embraer 170 med plads til 75 passagerer.
Efter at danske Cimber Sterling gik konkurs den 3. maj 2012, meddelte Flybe Nordic at de ønskede at gå ind på det danske indenrigsmarked, ved at starte flyvninger i mellem Københavns Lufthavn og fem danske lufthavne. I forvejen havde selskabet en rute i mellem København og Stockholm-Bromma Lufthavn.